# Stisseria divaricata
Stisseria divaricata là một loài thực vật có hoa trong họ La bố ma. Loài này được (Masson) Kuntze miêu tả khoa học đầu tiên năm 1891.